# Mucha II
Mucha II (ang. The Fly 2) – amerykański horror science fiction z 1989 roku w reżyserii Chrisa Walasa. Film jest kontynuacją filmu Mucha.

## Obsada
- Eric Stoltz - Martin Brundle
- Daphne Zuniga - Beth Logan
- Lee Richardson - Anton Bartok
- John Getz - Stathis Borans
- Frank Turner - Shepard
- Gary Chalk - Scorby
- Saffron Henderson - Veronica "Ronnie" Quaife

## Fabuła
Po śmierci Setha Brundle'a, młodego naukowca, którego organizm w wyniku eksperymentów z teleportacją połączył się z organizmem muchy, jego syn Martin (Eric Stoltz) zaczyna zdradzać symptomy zaburzeń genetycznych. Chłopak już w wieku kilku lat staje się dojrzałym mężczyzną, co budzi ogromne zainteresowanie służb wojskowych. Mutant zdaje się bowiem posiadać cechy idealnego żołnierza. Wygląda na to, że wojskowi nie doceniają drzemiących w nim zdolności. Martin razem z dziewczyną próbuje wymknąć się ludziom, którzy chcą wykorzystać go do własnych celów.